# Lapidarium

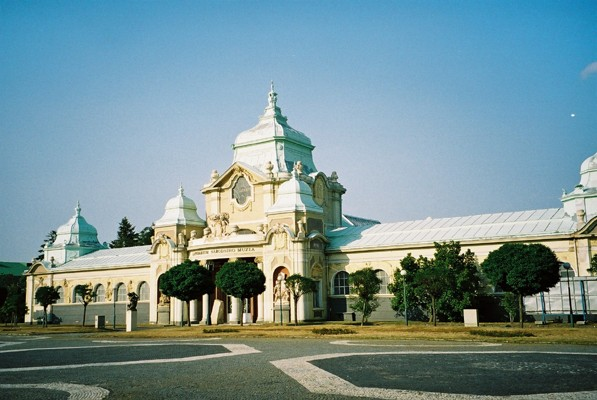
Lapidarium i Prag.

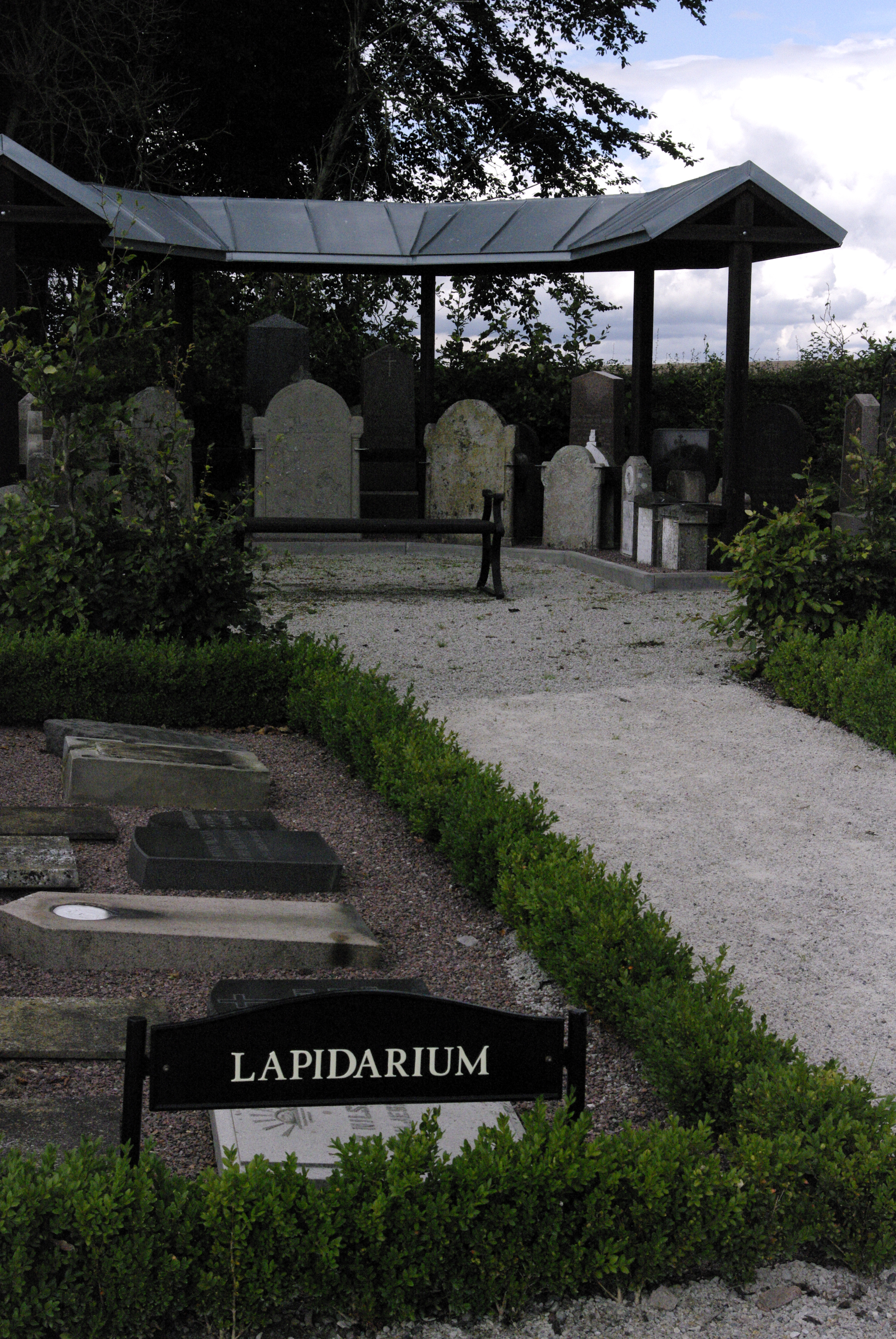
Lapidarium vid Tullstorps kyrka.

Lapidarium (av latinets ord för sten lapis) kallas en samling av stenmonument, såsom gravstenar, skulpturer med mera. Under medeltiden kunde uppgifter om ädla stenar och deras tänkta egenskaper, magiska eller medicinska, sammanföras i en bok med detta namn.
I sin enklaste form finns lapidarier numera inrättade på eller intill vissa svenska kyrkogårdar. Avsikten är att bevara stenar från äldre, igenlagda gravar, så exempelvis på Barkåkra kyrkogård i trakten av Ängelholm.

## Andrahandsbetydelser
En sekundär betydelse av lapidarium är den som gäller om "epigrafik". Eftersom inskriptioner på sten var mödosamt utmejslade, är en lapidarisk textutformning skarp, exakt, formell och förtätad, kanske ännu mer korthuggen än lakonisk.
En annan betydelse är en avhandling på temat ädelstenar, där ett exempel är den så kallade Old English Lapidary, en översättning till anglosaxiska från 900- eller tiohundratalet av tidigare latinska glättade noter på stenar som nämns i Uppenbarelseboken.